# Trent Wilson
Trent Wilson (* 18. November 1978) ist ein australischer Radrennfahrer.
Trent Wilson begann seine Karriere 2002 bei dem Radsportteam Iteamnova.com. In seinem zweiten Jahr fuhr er für die belgische Mannschaft Flanders und 2004 wechselte er zu Colombia-Selle Italia, für das er in den Jahren 2004 und 2005 den Giro d’Italia, den er auf den Rängen 126 und 151 beendete. 2006 bis 2008 fuhr er für das US-amerikanische Continental Team Jittery Joe’s-Zero Gravity. Bei der Herald Sun Tour 2006 konnte Wilson die dritte Etappe für sich entscheiden.

## Erfolge
2006
- Etappensieg bei der Herald Sun Tour

## Teams
- 2002 Iteamnova.com
- 2003 Flanders-Iteamnova
- 2004 Colombia-Selle Italia
- 2005 Colombia-Selle Italia
- 2006 Jittery Joe’s-Zero Gravity
- 2007 Jittery Joe’s
- 2008 Jittery Joe’s